# ホログラム (プロレスラー)
ホログラム（Hologram）は、メキシコのメヒコ州コアカルコ・デ・ベリオザバル出身のプロレスラー。AEW所属。

## 経歴

### キャリア初期
2010年にアラミスのリングネームでデビュー。

### AAA / PWG
2018年からフリーでAAAやプロレスリング・ゲリラに参戦した。

### AEW
2024年2月にAEWと契約。7月20日のAEWコリジョンにてホログラムという新たなリングネームで初登場し、シングルマッチでグリンゴ・ロコに勝利した。9月7日のPPV『オール・アウト』ではダスティン・ローデス、サミー・ゲバラと組み、6人タッグマッチで勝利した。10月12日のPPV『レッスルドリーム』ではザ・ビースト・モルトスとの3番勝負に勝利した。

## 獲得タイトル
グラディアドレス・アステカ・デ・ルチャリブレ・インターナショナル
- GALLIタッグチーム王座：1回

w / アラエス
- GALLIインディスカティブル王座：1回

IWRG
- IWRGインターコンチネンタル・タッグチーム王座：1回

w / インポッシブル
- IWRGレイ・デル・エア王座：1回

ウォーリアー・レスリング
- ウォーリアー・レスリング・ルチャ王座：1回

プロレスリング・イラストレーテッド
- 現役プロレスラーTop500：247位（2024年）